# 中国空空导弹研究院

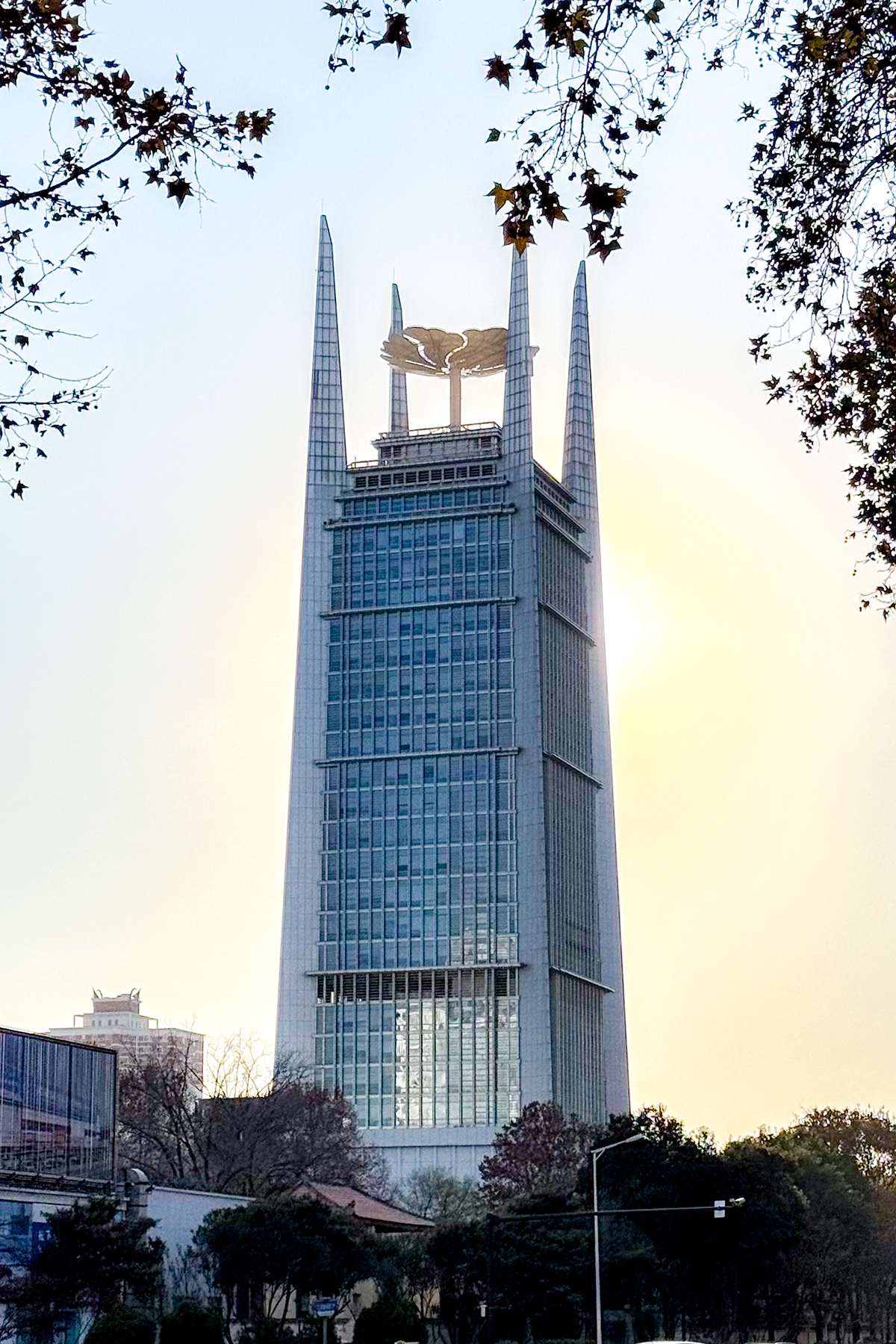
位于洛阳市的空空导弹研究院大楼

中国空空导弹研究院位于中国河南省洛阳市，隶属于中国航空工业集团公司。其前身是航空航天部第612研究所，后更改为中航工业014基地。
中国空空导弹研究院是中国专业从事空空导弹、发射装置、地面检测设备和机载光电设备及其派生型产品研制开发及批量生产的研究发展基地，是中国的国家重点科研院所之一。研究领域覆盖导弹总体设计与制导、自动控制、无线电、红外、激光、微波、计算机、通讯、精密机械、火箭发动机、信号处理、机械设计与制造等。
主要产品有PL系列近程和中程空空导弹及其派生产品。